# Joan A. Steitz
Joan Elaine Argetsinger Steitz (26 de enero de 1941), más conocida como Joan A. Steitz es una bioquímica y profesora estadounidense.
Realizó importantes descubrimientos en el ARN.

## Biografía
Nació en Mineapolis, estado de Minnesota (EE. UU.) y se licenció en química en la Universidad de Antioquía (Ohio). Inició sus estudios de bioquímica y biología molecular en la Universidad de Harvard y trabajó bajo la supervisión de James Dewey Watson investigando el ARN del bacteriófago R17.
En 1975 demostró cómo los ribosomas identifican el comienzo del ARN mensajero. Ya en la década de los 80, mostró nuevas evidencias sobre cómo el ARN sale del núcleo celular identificando a las snRNPs y definiendo su función en las células de los mamíferos.
Es profesora de la Universidad de Yale y está casada con Thomas Arthur Steitz, que recibió el Premio Nobel de Química en 2009.

## Premios
Joan Steitz ha recibido numerosos premios, entre ellos:
- Medalla Nacional de Ciencia (1986)
- Premios L'Oréal-UNESCO a Mujeres en Ciencia (2001)
- Premio Internacional Canadá Gairdner (2006)
- Albany Medical Center Prize (2008)

Además, es miembro de algunas de la sociedades científicas más importantes del mundo como la Royal Society o la Academia Nacional de Ciencias de los Estados Unidos.